# Мідія їстівна
Мідія їстівна (Mytilus edulis) — вид мідій. Це один з молюсків, що найчастіше трапляється. Вони населяють узбережжя в припливно-відпливній зоні, утворюючи так звані мідієві поля.

## Опис
Довжина мушлі — 3-15 см, залежно від ареалу. Мушля «мітілідного» типу. Задня її частина більша від передньої. Така «нерівномускульність» пов'язана з тим, що мідія веде прикріплений спосіб життя. Забарвлення темне, є слаборозвинений перламутровий шар.
Через торочкуватий виріст вода потрапляє в мантійну порожнину. Вода проходить крізь зябра. Мідія також фільтрує з води органічний детрит.
Після того, як з води фільтрується планктон, органічний детрит і личинки безхребетних, вода через вивідний сифон виводиться назовні. Мідії очищають та освітлюють воду.
Нога у мідії невелика, пальцеподібна. Вона слугує для виділення бісусних ниток. Ними мідії прикріпляються до каменів.

## Таксономія та поширення
Мідія їстівна вважається комплексним видом, тому розділяється на поняття Mytilus edulis sensu lato (вид у широкому сенсі, включає ряд різних видів) і Mytilus edulis sensu stricto (у вузькому сенсі).

### Mytilus edulissensu lato
Містить як мінімум три близьких таксони мідій, відомих під загальною назвою Mytilus edulis complex. Населяють обидва прибережжя північної Атлантики (Середземне море включно) і північної Пацифіки від помірних до полярних вод, а також аналогічні водойми у Південній Півкулі. Поширення виду значно змінено в результаті людської діяльності, тому мідію їстівну відносять до групи інвазивних. Цей вид здатний утворювати гібриди із близькими видами, що живуть у тій самій водоймі.
- Mytilus edulis sensu stricto — поширений у північній Атлантиці.
- Mytilus chilensis (= Mytilus edulis platensis) — Мідія чилійська: помірні води Південної Півкулі.[1]
- Mytilus galloprovincialis — Мідія середземноморська, або гальська: природний ареал охоплює Середземне і Чорне моря, а також атлантичне прибережжя Європи. Як вселенець відзначений у помірних зонах Тихого океану, Південної Африки і по всій Південній Півкулі.
- Mytilus trossulus — Мідія тихоокеанська, також Мідія балтійська: Північна Пацифіка, крім того на крайньому півночі Європи та у Балтійському морі.

### Mytilus edulissensu stricto
Трапляється на атлантичному прибережжі Північної Америки та Європи вздовж Французького узбережжя, на північ до Нової Землі й Ісландії. Відсутній у Балтиці. Утворює гібриди із M. trossulus на північ від штату Мен. Біля Франції та Британії гібридизується із M. galloprovincialis, іноді із M. trossulus.
Раніше виділялася південна генетична лінія M. edulis у виглядів підвиду Mytilus edulis platensis, але наразі цей підвид вважається синонімом мідії чилійської (Mytilus chilensis).

## Спосіб життя
Дорослі особини складають великі поселення — так звані мідієві поля. Вони прикріпляються до скель, каменів і гальки. Ці тварини практично нерухомі.
За допомогою бісусних ниток їстівні мідії так міцно прикріплюються до каменів, що їх не відносять води відпливу. Цим молюскам не шкодять прямі сонячні промені і забруднення води. Проте в них є дуже багато природних ворогів. Мідіями харчуються кулики-сороки, морські зірки, восьминоги, риби та інші водні тварини.
Мідія їстівна — осілий молюск, поселення якого розростаються у великі колонії. Вони населяють в основному припливно-відпливну зону. Двічі на добу область літоралі оголюється, тому молюски опиняються на березі. Увесь цей час їстівні мідії обходяться тим запасом води, який залишається в їхній мантійній порожнині. Для збереження вологи вони щільно змикають стулки раковини. Проте, якщо виникне необхідність, молюски можуть знаходитися на суші близько місяця, при цьому вони не втрачають життєздатності. Ці малорухливі тварини прикріпляються до підводних скель, твердого ґрунту та каменів за допомогою бісусних ниток. Цей кріпильний матеріал виробляє дуже добре розвинений бісусний апарат, розташований у нозі їстівної мідії. Мідії їстівні не є вимогливими щодо сольового і температурного режиму. Проте, якщо солоність води стає нижчою за 3%, ці молюски ростуть повільно і дрібнішають. Забрудненість води їстівним мідіям не шкодить.

## Живлення
У прибережних морських водах є досить їжі, тому їстівна мідія з легкістю відшукує собі корм. Для цього вона розтуляє стулки мушлі і поглинає воду. Кожна їстівна мідія щодня профільтровує 45-50 літрів води.
Мідія поглинає з води органічний детрит, планктон і личинки дрібних безхребетних, що живуть у воді. Профільтрована вода разом з частинками, що не перетравлюються, виходить назовні через вивідний сифон.
Учені підрахували, що кожна особина протягом доби з'їдає 100 тисяч мікроскопічних організмів. їстівні мідії є важливими з екологічної точки зору, оскільки вони очищають водоймища. Щільні поселення цих молюсків за день профільтровують величезні кількості води. Це могутній біофільтр, який очищає і освітлює воду. Фекалії, що виділяються їстівними мідіями, беруть участь в утворенні донного мулу. Було помічено, що в місцях поселення мідій товщина мулу може досягати декількох метрів.

## Вороги
Мідія їстівна має безліч ворогів. Найсерйозніші природні вороги цих молюсків — це великі морські зірки, які харчуються мідіями. Наприклад, в Атлантичному океані на них полює астеріас червоний. Одна морська зірка щодня з'їдає дві мідії. На їстівних мідій полюють також деякі птахи, наприклад, кулик-сорока, що населяє морські узбережжя.
Дочекавшись часу відпливу, цей птах скльовує мідій, що опинилися на оголеному морем дні. Крім того, колонії їстівних мідій спустошують скати, камбала і тріска. На мідій також полюють краби. Мідієві поля страждають від нашестя хижих черевоногих молюсків, наприклад, рапана. Мідіями харчуються і восьминоги.

## Розмноження
Протягом всього свого життя перебувають на одному місці, нерухомо, тому вони не можуть злучатися так, як це роблять інші тварини, що живуть у воді. Ці молюски роздільностатеві. В період розмноження самці і самиці одночасно викидають статеві продукти прямо у воду, де і відбувається запліднення. Щоб гарантувати високий рівень виживаності молодих особин, сезон розмноження мідій, що живуть на різних ділянках, припадає на різний час. Колонії цих молюсків розмножуються почергово, немовби переймаючи одна в одної естафету. У такий же спосіб розмножуються і члени однієї колонії — варто одній парі викинути статеві продукти, як до викидання приступають її сусіди.
Період розмноження — весна-літо. Одна мідія за сезон викидає 10-15 млн яєць. Личинки з'являються через 12 годин після запліднення яєць. Личинки ведуть планктонний спосіб життя. Через 10 днів у них з'являється мушля. При довжині раковини 0,3 мм личинка осідає на дно. Ще якийсь час личинка повзає по дну, і, знайшовши місце, прикріпляється бісусом. Загальний час розвитку від вимету до осідання — один місяць.

## Збереження
Їстівній мідії зникнення не загрожує. Цей молюск може жити навіть у забрудненій воді. Крім того, мідії дуже швидко розмножуються.

## Властивості з фільтрування пластику
В Плімутській морській лабораторії (Велика Британія) вивчали мідій їстівних (Mytilus edulis), що поширені на шельфі помірних і приполярних широт. Вчені з'ясували, що ці двостулкові фільтрують воду з частинками пластику на дві третини, при цьому в тканинах самих мідій пластик практично не виявляється, бо він виводиться с екскрементами. В природних умовах вчені дослідили триста мідій загальною вагою близько п’яти кілограмів, які відфільтровували з морської води близько 240 частинок мікропластику в день. Використання мідій для очищення океану від забруднення пластиком в глобальних масштабах не можливо через те, що вони фільтрують лише частинки певних розмірів, а більш дрібні вільно проходять крізь їх фільтруючий апарат, а також їх треба дуже  багато, що може завадити екологічному балансу. 

## Цікавинки
- В деяких мідіях знаходять перлини. Вони утворюються навколо маленького чужорідного тіла, наприклад, піщинки, що потрапила в шпаринку між мушлею і мантією. Перламутр — це не що інше, як скупчення карбонату кальцію, що виділяється молюском. Проте такі перлини дуже малі і не мають великої цінності як об'єкт промислу.
- Іноді на мушлі мідії можна помітити конусоподібні горошинки — це ракоподібні, які харчуються виділеннями двостулкових молюсків.
- Кожна їстівна мідія щодня профільтровує близько 45-50 літрів води.
- Для забезпечення попиту на мідії в морських країнах діють мідійні ферми (мідійні плантації).
- Мідії виробляються трьох видів: м'ясо мідій, мідія в половинці мушлі, мідія в раковині.[5]